# Tempeltoner
Tempeltoner vars hela titel är Tempeltoner – Sånger för solo, duett och kör är en psalmbok vars första samling publicerades 1934, utgiven på Kåbes förlag i Uddevalla. Den användes inom olika frikyrkliga samfund, såsom Svenska missionsförbundet, Frälsningsarmén och Svenska baptistsamfundet. Utgivarna presenterade syftet med utgivningen att man "anmodats att även utgiva en samling sånger för solo, duett, trio och kör, sånger, som äro tillräckligt enkla att kunna användas även där resurersna äro små. För att möta denna önskan har Tempeltoner kommit till. Arbetsgruppen bakom böckerna var Elsa Eklund, Nathanael Cronsioe och Herbert Brander som också stod bakom de flesta av sångerna. Samma arbetsgrupp stod också bakom Nya sånger. Senare har flera samlingsutgåvor utgivits med de olika böckerna i gemensamma volymer. Till skillnad från många andra psalmböcker har alla sånger en egen titel som inte alltid sammanfaller med första versraden, vilket annars brukar användas som psalmers titel. Därav de ofta dubblerade titlarna nedan.

## Första samlingen (Tempeltoner 1934)
1.  Hur ljuvlig är din boning Okänd författare, musik av Josef Sandén
2.  När böneklockorna sättas igång av Herbert Brander, musik Elsa Eklund
3.  Från varje band som binder än med titeln Kom Herre, i mitt hjärta bo! text och musik av Elsa Eklund
4.  O du som ser, o du som vet av Jeanna Oterdahl, arr. Adina Wærn
5.  Se, blomman i sin sköna skrud med titeln Förgät mig ej! av John Dahlberg, musik Nathanael Cronsioe
6.  O, låt mig gå till skördefälten vita text och musik av Elsa Eklund
7.  Det kommer allt, vad Herren Gud  text och musik av Nathanael Cronsioe
8.  De dyra löften, som Herren givit med titeln Guds löften text och musik av Nathanael Cronsioe
9.  När Herren kommer oss nära av Ida Granqvist, musik Josef Sandén
10. Ära, ära vare Gud i höjd med titeln Hosianna text och musik av Elsa Eklund
11. Mången tärd av smärta med titeln Såsom silvertoner text och musik av Herbert Brander
12. Åt en konung text och musik av Julius Dahlöf
13. Gud är din hjälp text och musik av Nathanael Cronsioe
14. Lyften eder upp med titeln Det är Herren Sebaot text och musik av Elsa Eklund
15.  Glatt framåt till strids vi vilja tåga med titeln Stridssång text och musik av Herbert Brander
16. Huvud av törne sårat av Herbert Brander, musik Elsa Eklund
17. Jag var trött och mitt hjärta det blödde text och musik av Herbert Brander
18. Stilla jag till krubban träder med titeln Julsång text och musik av Nathanael Cronsioe
19. Jesus min tillflykt och starkhet är med titeln Min fasta klippa text och musik av Elsa Eklund
20. O, sköna land text och musik av Elsa Eklund
21. Hosianna, ära till vår Gud med titeln Ära till vår Gud text och musik av Elsa Eklund
22. När Jesus blödde på korsets stam med titeln Korsets källa text och musik av Herbert Brander
23. Det ringer till kvällsmål så stilla med titeln Långfredagskväll av Berndt Hage, musik Jan Ejke

## Andra samlingen (Tempeltoner 1935)
24. Gick genom skymmande dälder min stig med titeln Solljusa morgon av Herbert Brander/Bentley D Ackley
25. O, Jesus, du min frälsningsklippa med titeln Min frälsare, till dig jag flyr text och musik av Elsa Eklund
26. Tänk, när evighetens portar med titeln Vid målet text och musik av J.G./Jan Ejke
27. Framåt! Framåt! Framåt! med titeln Sångarmarsch av Filip Bengtsson (psalmförfattare), arr Olle Ljungdahl
28. Förkrossad vid din fot jag sjunker med titeln Vid korset text och musik av L.H./Nathanael Cronsioe
29. Stundom, när vågen mot min farkost slår med titeln Land framför text och musik av Elsa Eklund
30. Min Herres klädnad är underbar med titeln Elfenbenspalatsen av Henry Barraclough, övers Herbert Brander
31. Varför stannar du ej vid försonarens kors med titeln Vid försonarens kors av Heléne/ Martin Karlsson (psalmförfattare)
32. Långt bort från tidens sorg och strid med titeln Det sköna Kanaan text och musik av Elsa Eklund
33. O, härliga frälsning, vad nåd underbar med titeln Från mörker till ljus text och musik av Elsa Eklund
34. Ljudande malm, som klang av cymbal med titeln Kärleken är störst text och musik av Nathanael Cronsioe
35. Det klang i mitt hjärta ett hoppfullt "på nytt" med titeln På nytt text och musik av Herbert Brander
36. I kvällens stilla timma av Gunnar Allbjart/N. Cronsioe, övers Nathanael Cronsioe
37. Höjen jubel till vår Gud text och musik av Elsa Eklund
38. Jag vet en vrå, en stilla vrå med titeln Min bönevrå av Herbert Brander/C. M. Davis
39. En skara jag ser text och musik av Elsa Eklund
40. Att dig, min Fader, få i bönen nalkas med titeln Bönevägen av Stina Anderson/N. Folke Sällberg
41. Hör mig, nu jag beder av Elsa Eklund/Jan Ejke
42. Jag har ett bud, en hälsning från Gud med titeln Ett bud från Gud text och musik av Elsa Eklund
43. Jag vet ej varför på min stig med titeln En dag jag skall förstå av L. S. Leech/Adam Geibel, övers Herbert Brander
44. Ut på skogens tysta stigar med titeln Aftonstämning av Einar Karlsson/Grant Colfax Tullar
45. Se, jag lyfter mina ögon upp till bergen med titeln Jag lyfter mina ögon Ps 121:1-4 /Adina Wærn
46. Tänk när himlaklockorna ringa med titeln Om brudgummen komme i år text och musik av Herbert Brander
47. Saliga äro de döda av okänd författare, musik Jan Ejke
48. När jag kallas hem text och musik av Elsa Eklund

## Tredje samlingen (Tempeltoner 1937)
49. Tätt invid korset i anden jag står
50. O, jag vet en gång
51. Till dem som bo i dödens ängd
52. Vår tid behöver andefyllda kristna med titeln Andefyllda kristna av Herbert Brander och Elsa Eklund
53. Gräv ej ned det pund du äger
54. Tala, o Herre, din tjänare hör
55. Jag har en lots, som min farkost styr av Herbert Brander och Bentley D Ackley
56. Jesus, Du mitt hjärta tag
57. På en bädd av guld och rosenskimmer
58. Det finns en väg, en helig väg, för var och en som tror
59. O, sorgsna själ, Guds port är när med titeln Utanför ännu! av James Rowe och Bentley D Ackley, översatt av Herbert Brander
60. En klippfast grund i stormens tider
61. Såsom ljungeldens sken över himmelens sky
62. Förrn ljuset vid Skaparens "varde" framsprungit av Rutan och Herbert Brander
63. Beseglat är de trognas hopp av Olaus Petri, i arrangemang av A. Törner
64. Tindrande stjärna i julenatt med titeln I julenatt text och musik av Herbert Brander
65. Mitt enda hopp är Herren Jesus
66. Se, han kommer, fridens furste
67. En morgon ljus och härlig
68. Skulle hopplöshetens dimma med titeln Viska till mig namnet Jesus! text och musik av Herbert Brander
69. När i min afton klockorna ringa
70. Herre kär vi ödmjukt bedja
71. Stad med pärleportar bortom ökenstig av Herbert Brander musik av Joel Sörenson
72. Skogens fåglar tystnat musik som nr 71.
73. Ära ske Gud! Frid över jord! av A. A. Payn och Adam Geibel, övers Herbert Brander

## Fjärde samlingen  (Tempeltoner 1938)
74. När mot din farkost vågorna rasa
75. Herre, gör mitt hjärta stilla
76. Gud mig aldrig glömmer av William M. Runyan och H. D. Loes, övers Herbert Brander
77. Med din synd och smärta
78. Underbar, silverklar, som byggd av stjärneljuset med titeln Bortom gyllne stjärnebro av Herbert Brander
79. Lär mig, o Fader, din vilja
80. Burna högt på örnevingar
81. Tänk, att Guds Son i nåd sig uppenbarar
82. Herre, jag längtar vila uti din trygga famn
83. Mot mitt hem uti det höga
84. I enslig natt du går
85. Vad kärlek rik, gudomlig, skön av H. D. Loes, översatt av Herbert Brander
86. Jag vill sjunga om min Frälsare med titeln Jesusnamnet är det skönaste  av Herbert Brander
87. Blott en dag  av Lina Sandell-Berg och Oscar Ahnfelt, arr Elsa Eklund
88. Dagarna fly, mina år hasta bort
89. Till Jesus Krist', Guds rena Lamm
90. Till Jesus med nöden, hur bitter den är
91. Har du vandrat långt bort från din Faders hus
92. Följd av en strålande änglahär
93. Ett vittnesbörd till alla folk är givet
94. O Herre, kom och tag i mig din boning
95. När till Jordans flod du hunnit